# كيث نايت
كيث نايت (بالإنجليزية: Keith Knight)‏ (16 فبراير 1969 في المملكة المتحدة - ) هو لاعب كرة قدم بريطاني في مركز الوسط. لعب مع نادي ريدنغ ويوفل تاون وHalesowen Town F.C. ‏ ونادي ووستر سيتي ونادي غلوستر سيتي ونادي تشيلتنهام تاون لكرة القدم وCinderford Town A.F.C. ‏ وCirencester Town F.C. ‏ وClevedon Town F.C. ‏ ونادي فيندام وSwindon Supermarine F.C. ‏ وTrowbridge Town F.C. ‏ وويتني تاون ‏.

## وصلات خارجية
- كيث نايت على موقع قاعدة بيانات كرة القدم.إي يو (الإنجليزية)